# Medardo Joseph Mazombwe
Medardo Joseph Mazombwe (1931 – 2013) là một Hồng y người Zambia của Giáo hội Công giáo Rôma. Ông từng đảm nhận vai trò Hồng y Đẳng Linh mục Nhà thờ S. Emerenziana a Tor Fiorenza, Tổng giám mục đô thành Tổng giáo phận Lusaka trong 10 năm, từ năm 1996 đến năm 2006.
Vốn là một giáo sĩ trong vai trò lãnh đạo giáo hội địa phương, ông từng đảm trách nhiều vai trò Giám mục chính tòa Giáo phận Chipata, từ năm 1970 đến năm 1996 trước khi tiến đến trở thành Tổng giám mục đô thành Lusaka. Ngoài lãnh đạo các giáo phận được bổ nhiệm, ông còn đảm nhận nhiều vị trí quan trong tại Hội đồng giám mục quốc gia và khu vực như: Chủ tịch Hội đồng Giám mục Zambia (1972 – 1975; 1988 – 1990; 1999 – 2002) và Chủ tịch Liên Hội đồng Giám mục Đông Phi (1979 – 1986). Ông được vinh thăng Hồng y ngày 20 tháng 11 năm 2010, bởi Giáo hoàng Biển Đức XVI.

## Tiểu sử
Hồng y Józef Glemp sinh ngày 24 tháng 9 năm 1931 tại Chundamira, Zambia. Sau quá trình tu học dài hạn tại các cơ sở chủng viện theo quy định của Giáo luật, ngày 4 tháng 9 năm 1960, Phó tế Mazombwe, 29 tuổi, tiến đến việc được truyền chức linh mục.
Sau 10 năm thi hành các công việc mục vụ với thẩm quyền và cương vị của một linh mục, ngày 11 tháng 11 năm 1970, Tòa Thánh loan tin Giáo hoàng đã quyết định tuyển chọn linh mục Medardo Joseph Mazombwe,39 tuổi, gia nhập Giám mục đoàn Công giáo Hoàn vũ, với vị trí được bổ nhiệm là giám mục chính tòa Giáo phận Chipata. Lễ tấn phong cho vị giám mục tân cử được tổ chức sau đó vào ngày 7 tháng 2 năm 1971, với phần nghi thức chính yếu được cử hành cách trọng thể bởi 3 giáo sĩ cấp cao, gồm chủ phong là Tổng giám mục Emmanuel Milingo, Tổng giám mục đô thành Tổng giáo phận Lusaka; hai vị giáo sĩ còn lại, với vai trò phụ phong, gồm có giám mục Firmin Courtemanche, M. Afr., Đại diện Tông Tòa Fort Jameson và Giám mục James Corboy, S.J, giám mục chính tòa Giáo phận Monze.
Sau hơn 25 năm đảm nhiệm vai trò giám mục chính tòa Giáo phận Chipata, Giám mục Mazombwe được Tòa Thánh thăng Tổng giám mục, qua việc bổ nhiệm giám mục này làm Tổng giám mục đô thành Tổng giáo phận Lusaka. Thông báo về việc bổ nhiệm này được công bố cách rộng rãi vào ngày 30 tháng 11 năm 1996.
Ngoài lãnh đạo các giáo phận được bổ nhiệm, ông còn đảm nhận nhiều vị trí quan trong tại Hội đồng giám mục quốc gia và khu vực, cụ thể, ông từng đảm nhiệm vị trí Chủ tịch Hội đồng Giám mục Zambia trong ba giai đoạn: từ năm 1972 đến năm 1975, từ năm 1988 đến năm 1990 và từ năm 1999 đến năm 2002; ông cũng từng giữ vai trò Chủ tịch Liên Hội đồng Giám mục Đông Phi trong vòng 7 năm, từ năm 1979 đến năm 1986.
Ngày 28 tháng 10 năm 2006, Tòa Thánh chấp thuận đơn hồi hưu của ông khỏi vị trí Tổng giám mục đô thành Tổng giáo phận Lusaka, vì lý do tuổi tác, theo Giáo luật.
Bằng việc tổ chức công nghị Hồng y năm 2010 được cử hành chính thức vào ngày 20 tháng 11, Giáo hoàng Biển Đức quyết định vinh thăng Tổng giám mục Medardo Joseph Mazombwe tước vị danh dự của Giáo hội Công giáo, Hồng y. Tân Hồng y thuộc Đẳng Hồng y Linh mục và Nhà thờ Hiệu tòa được chỉ định là Nhà thờ S. Emerenziana a Tor Fiorenza. Tân Hồng y đã cử hành các nghi thức nhận nhà thờ hiệu tòa của mình vào ngày 26 tháng 3 năm 2011.
Ông qua đời ngày 29 tháng 8 năm 2013, thọ 83 tuổi.